# Convenios de Zavaleta
Los convenios de Zavaleta fueron firmados el 23 de diciembre de 1832 por Antonio López de Santa Anna, Anastasio Bustamante y Manuel Gómez Pedraza en la Hacienda de San José de Zavaleta en los suburbios de la ciudad de Puebla. Con la firma de este acuerdo de paz se dio por terminada la revolución que había iniciado en enero del mismo año en contra del régimen centralista. Con la firma de los Convenios se acordó que Manuel Gómez Pedraza asumiera la presidencia de los Estados Unidos Mexicanos, de esta forma se volvió al orden constitucional, el cual había sido transgredido en dos ocasiones desde las elecciones presidenciales de 1828.

## Marco histórico
En 1828, los comicios presidenciales favorecieron a Manuel Gómez Pedraza, sin embargo no llegó a tomar posesión del puesto, ya que mediante el Plan de Perote y el motín de la Acordada los seguidores de Vicente Guerrero lograron que el Congreso de la Unión, en transgresión a la Constitución de 1824, declarase a este presidente. Guerrero asumió el puesto en abril de 1829, pero en diciembre de 1829 fue derrocado mediante el Plan de Jalapa que encabezó el vicepresidente Anastasio Bustamante, nuevamente el Congreso transgredió el orden constitucional declarando a Guerrero incapaz de gobernar. Cuatro meses más tarde, los simpatizantes de Guerrero se levantaron en armas al promulgar el Plan de Codallos, no obstante fueron vencidos y forzados a capitular en abril de 1831.
De esta forma, y con apoyo de un gran número de congresistas, Bustamante logró detentar la titularidad del poder ejecutivo. Durante su administración se instauró un régimen centralista orquestado por el ministro de Relaciones Lucas Alamán, el cual fue apoyado militarmente por el ministro de Guerra José Antonio Facio. Varios opositores políticos fueron encarcelados y exiliados, paralelamente, en las legislaturas y gubernaturas de los Estados, los funcionarios que no simpatizaban con el gobierno central fueron destituidos de sus puestos.
En enero de 1832, Antonio López de Santa Anna proclamó el Plan de Veracruz en contra del régimen centralista. Poco a poco, el plan fue ganando adeptos, iniciando así una serie de levantamientos en diversos sitios de la República. El ministro de Guerra José Antonio Facio tuvo que dejar su puesto para encabezar al ejército y confrontar a los rebeldes. Tras varios meses de lucha, de igual forma, el vicepresidente Bustamante solicitó licencia al Congreso para tomar las armas. Los combates se prolongaron por casi un año, a pesar de que en septiembre Bustamente logró derrotar a José Esteban Moctezuma en la batalla de El Gallinero, la balanza de la guerra se inclinó a favor de los rebeldes cuando Santa Anna derrotó al exministro Facio en la batalla de San Agustín del Palmar y realizó la tomar de Puebla a principios del mes de octubre.

## Sitio de la Ciudad de México y últimas acciones de guerra
Con una fuerza de 4000 hombres, Santa Anna planeó dirigirse a la Ciudad de México, la cual se encontraba con pocos efectivos para hacer frente al asedio. El presidente provisional Melchor Múzquiz envió comisionados para entablar conversaciones y evitar a toda costa la guerra en la capital y tratar de eliminar la posibilidad de que Manuel Gómez Pedraza asuma el cargo presidencial, mientras tanto, el 11 de octubre, el ministro Lucas Alamán abandonó la ciudad. El día 22, el general Luis Quintanar se entrevistó con Santa Anna en la villa de Tacubaya sin lograr un acuerdo. Las tropas rebeldes se encontraban distribuidas en Tacubaya, Mexicalcingo, El Peñon, la Villa de Guadalupe, la calzada de la Garita de Vallejo, San Cosme y la Hacienda de Casa Blanca. El día 28, Santa Anna fue recibido a regañadientes por el canónigo Manuel Ramírez en la colegiata de la Villa de Guadalupe, y desde ahí, el 1 de noviembre, envió un oficio de ultimátum a Quintanar y al Ayuntamiento de México. 
El día 5 de noviembre arribó al puerto de Veracruz Manuel Gómez Pedraza. Se encontraba radicando en el exilio en Nueva Orleans y había aceptado finalmente las múltiples invitaciones realizadas por Joaquín María del Castillo y Lanzas, por el exdiputado Anastasio Zerecero y por Juan Soto Ramos. Dos días más tarde, Pedraza emitió una proclama en la cual declaraba venir como intermediario con el objetivo de poner fin a la guerra. Poco después, se puso en contacto con el gobernador Sebastián Camacho, a quien le expresó que no deseaba "imponerse mediante bayonetazos" como presidente, sino que consideraba que los ilegítimos eran los miembros del gobierno en funciones, pues habían ignorado la voluntad de la mayoría durante las elecciones de 1828.
El 18 de noviembre, el general José Esteban Moctezuma tomó la plaza de San Luis Potosí. El lugar se encontraba defendido por Nicolás Condelle, quien al ser derrotado firmó un acta de adhesión a favor del Plan de Veracruz. El 21 de noviembre, ante el inminente avance de Bustamante hacia la capital, Santa Anna levantó el sitio y se trasladó hacia Zumpango. Después de haber ganado la batalla de Taxinastla el 13 de noviembre, Adrián Woll, quien luchaba en contra del régimen centralista, continuó su avance con el objetivo de invadir Zamora, haciendo fuerte en Tamazula el día 30. Ese mismo día, el general bustamantista Gabriel Durán logró derrotar al general rebelde Juan Pablo Anaya en Otumba. Los comandantes rebeldes José Antonio Mejía y José de la Cuesta se apoderaron de Querétaro en los primeros días de diciembre. En Toluca, Lorenzo de Zavala fue forzado a huir por los comandantes Mariano Ortiz de la Peña y José Ignacio Pliego el 7 de diciembre. En la acción, murió el Payo del Rosario. A excepción de este triunfo de los bustamantistas, las fuerzas rebeldes habían logrado ganar la mayor parte de las plazas en el país.

## Armisticio y firma de los convenios
Tras haber sostenido algunas escaramuzas, el 11 de diciembre, en las inmediaciones de Puebla, el general Juan Pablo Anaya y el coronel José María Jarero, en representación de Santa Anna, acordaron un armisticio con los generales Antonio Gaona y Mariano Arista, que habían acudido al encuentro en representación de Anastasio Bustamante con un proyecto de paz. Una vez ratificado el armisticio y el proyecto de paz por Santa Anna, los documentos fueron enviados para su aprobación al Congreso de la Unión.
El 13 de diciembre, el Congreso desaprobó el proyecto de pacificación y lo declaró anticonstitucional. El 18 de diciembre, al enterarse del armisticio, Nicolás Bravo y Juan Álvarez se reunieron en Tixtla para firmar un convenio de unión perpetua, poniendo fin a la guerra civil en la zona sur del país. Bustamante despreció la determinación del Congreso y se reunió en la Hacienda de Zavaleta —en las inmediaciones de Puebla— con Manuel Gómez Pedraza, Miguel Ramos Arizpe y Bernardo González Angulo para elaborar el proyecto definitivo. Finalmente, el día 23 se firmaron los Convenios de Zavaleta, conformados por trece artículos, entre los cuales se estipulaba:
- Sostener el sistema republicano y federal.
- Convocar a elecciones estatales para que las legislaturas de los Estados estuviesen instaladas el 15 de febrero de 1833
- Convocar a elecciones nacionales, para que las cámaras del Congreso de la Unión estuviesen instaladas el 25 de febrero de 1833.
- Manuel Gómez Pedraza sería reconocido como presidente de México hasta el 1 de abril de 1833.
- Amnistía y olvido general de los sucesos ocurridos desde el 1 de septiembre de 1828.
- Cualquier contravención a los convenios sería considerada atentatoria contra el bien común de la nación.

## Reacciones y consecuencias
El 26 de diciembre, en la ciudad de Puebla, Manuel Gómez Pedraza tomó posesión de la presidencia de los Estados Unidos Mexicanos. Después del acto protocolario, una larga comitiva asistió a la Catedral de Puebla para celebrar misa y cantar el acostumbrado Te Deum. Al día siguiente, el general José Joaquín de Herrera expidió una proclama informando que la guarnición de la capital reconocía los Convenios de Zavaleta:

Conciudadanos: Los militares que hemos contribuido a la restauración del orden constitucional, no nos hemos erigido en legisladores ni menos pretendido usurpar los derechos propios de vuestra soberanía. En uso de esta prerrogativa verdaderamente augusta, elegisteis para vuestro primer magistrado al general don Manuel Gómez Pedraza. El furor de las facciones eludió vuestros votos legalmente pronunciados y os lo arrebató. Vuelve ya este digno funcionario á llenar las atribuciones del alto empleo con que la patria lo quiso condecorar.

El mismo día, el presidente provisional Melchor Múzquiz entregó el mando administrativo al gobernador del Distrito Federal Ignacio Martínez. El 1 de marzo de 1833, fueron elegidos como nuevo presidente Antonio López de Santa Anna, y como vicepresidente Valentín Gómez Farías.